# Mi bella genio (Chile)
Mi bella genio es una serie de televisión chilena de 2009, adaptación de la serie estadounidense del mismo nombre. Se emitió los días domingo a las 19:45 por Televisión Nacional de Chile. Cuenta la historia de Jeannie, una hermosa genio que es encontrada en una botella en la playa por Tomás Parra (a quien Jeannie llama 'su amo') cuando este aterriza de emergencia. Desde aquel momento se enamoran y la genio lo sigue hasta su hogar comenzando a vivir un sinfín de situaciones cómicas y románticas.

## Reparto
- Mariana Derderián como Jenny
- César Sepúlveda como Tomás Parra
- Ingrid Isensee como Conina Echegaray
- Julio Jung como Víctor Echegaray
- Ramón Llao como Eduardo Mella
- Roberto Farías como Walter Toro

### Actores recurrentes e invitados
- Fernando Alarcón como Coronel Ossandón
- Florcita Motuda como Sulaiman, padre de Jeannie
- Ana Reeves como Salomé, Madrina de Jeannie
- Delfina Guzmán como Kuky de Echegaray
- Patricio Strahovsky como Juan José
- María Paz Jorquiera como Manuela Díaz
- Carolina Oliva como Cabo Sandra Lolas
- Edinson Díaz como Tupac Peña
- Carolina Paulsen como Pupe
- Jim Loewenstein como Sargento Spielberg
- Jacqueline Boudon como Sargento Godoy
- Luis Eduardo Campos como Vicente "Vicho"
- Antonia Santa María como Laura Paloma Andrómeda
- Luis Dubó como Filiberto
- Javiera Díaz de Valdés como Paula
- Carmen Gloria Bresky como Margarita Reyes Echegaray
- Emilio Edwards como Cristian Reyes Echegaray
- Seide Tosta Elena Ferrer
- Mey Santamaría Elena Ferrer (Guapa)
- David Olguisser como Araya
- Marcela Espinoza como Claudia
- Cristian Hidalgo como Tamayo
- Yanco Marrero como Barriento
- Nicolás Martínez como Spoz
- Ricarte Soto como Sebastián (Padre postizo de Jeannie)
- Francisca Reiss como Eduarda (Madre postiza de Jeannie)
- Constanza Vivas como Marcela
- Alejandra Poblete como Isabel
- Magdalena Ibañez como Ginetta
- Begoña Basauri como Princesa Delaila
- Aldo Parodi como Doctor Jamir
- Hugo Vásquez como Doctor Alipio Guevara
- Adrián Salgado como Cartero "Nano Eugenio"
- Raúl Rivera como Doctor Wilmer Quiñones
- Willy Benítez como Mendigo
- Adrián Tomasevski como Oficial
- Eliana Furman como Animadora 1
- Josefina Guevara como Animadora 2
- Mireya Sotoconil como Corredora
- Ana M. Alvares como Enfermera 1
- Loreto González como Enfermera 2
- Sergio Hernández como Stefan Dinamarca (Gitano Jefe)
- Patricio Diaz como Lazlo Dinamarca
- Rodrigo Velasquez como Gitano
- Cristóbal Yáñez como Basurero
- Josefina Guevara como Señora
- Sergio Nordetti como Hombre 1
- Otilio Castro como Hombre 2 / Guardia
- Carlos Cruzat como Él mismo

## Curiosidades
- El personaje Tomás usa siempre la misma ropa en su trabajo y casa, a excepción de los instantes en que su genio lo convierte y le cambia las prendas y en el capítulo en el que es designado asesor de una teleserie.
- En el capítulo 19 "A nadie le falta un genio, el Sargento Echegaray (Julio Jung) Presenta a su sobrino (Emilio Edwards) como "Cristian Reyes Echegaray", pero escenas después lo llama "Cristian Echeverry Echegaray"
- En el capítulo 22 "El regalito" aparece un gitano el cual es interpretado por  Sergio Hernández al cual no se le conoce el nombre, sin embargo al presentar a su hijo sabemos que su apellido sería Dinamarca, mismo apellido del personaje gitano interpretado por el mismo actor en "Romané"
- En el capítulo 22 "El regalito" al final del episodio realiza un cameo el boxeador chileno Carlos Cruzat
- En el episodio 24 "El convidado de piedra", el personaje interpretado por Jim Loewenstein es llamado "Sargento Spielberg", pero en los créditos aparece nombrado como "Mayor Martínez"
- El rol de Jeannie en primera instancia sería realizado por la actriz Javiera Acevedo pero debido al contrato que mantenía con Canal 13 hasta fines de enero de 2010 tuvo que ser reemplazado por Mariana Derderián.